# 巴西水王蛇
巴西水王蛇（Hydrodynastes gigas），又名南美水蛇，是分佈在南美洲的一種毒蛇。牠們與H. bicinctus曾被分類為此物種的亞種，但兩者均被升級為獨立的物種，同屬水王蛇屬。

## 特徵
巴西水王蛇是大型的游蛇科，一般長約2米，也有超過3米長的。牠們的身體粗度中等。牠們可以將頭部壓扁，讓人錯覺牠們很大及具威嚇性。不過，牠們壓扁頭部時只可以保持水平的姿勢，而不像眼鏡蛇般可以豎立。牠們扁平的不止其頭部，下身也可以壓扁。牠們的眼睛很大，瞳孔很圓，日間的視覺靈敏。牠們的舌頭是黑色的。
巴西水王蛇呈橄欖綠色或褐色，有深色的斑點及斑紋。接近尾部的顏色較深，可以作為一種有效的偽裝。腹部鱗片呈黃色或褐色，深色的斑點形成三條延伸至尾巴的虛線。

## 分佈及棲息地
巴西水王蛇分佈在整個南美洲，尤其是巴西、玻利維亞、巴拉圭及阿根廷北部。在哥倫比亞及法屬圭亞那可能也有些群落出沒。
巴西水王蛇棲息在潮濕及沼澤環境，一般而言都是在熱帶雨林之內。在一些較乾旱的地區也曾見過牠們出沒。

## 行為
巴西水王蛇主要是日間活動的。牠們非常活躍及好奇，大部份時間都是在攀樹、掘洞或游泳。不同的標本的性情也有分別，一些非常溫馴，另一些則帶有攻擊性。

## 毒性
巴西水王蛇的上顎後牙齒很大，杜氏腺的分泌物可以分解蛋白質。這些牙齒不單可以造成損傷，更可以引起表面變質及過敏。延後的醫治會造成痛楚及紅腫。

## 保育狀況
其被列為《瀕危野生動植物種國際貿易公約》附錄二的物種，被限制出口及貿易。

## 外部連結
- TIGR Reptile Database上的Hydrodynastes gigas